# 為了愛夢一生
《為了愛夢一生》為香港和臺灣歌手王傑的第十一張個人專輯，也是第七張國語專輯，發行於1991年1月，唱片編號：UFO-91165，由飛碟唱片公司發行。

## 專輯簡介
專輯為王傑、陳大力製作，出片首周便直奔金曲龍虎榜週冠軍及銷售冠軍，總計在榜14周，並拿下兩周冠軍，主打歌「為了愛夢一生」也成了王傑的經典名曲之一，此專輯也入圍了隔年的金曲獎最佳演唱專輯獎。國語主打歌《為了愛，夢一生》翻唱許冠傑的經典粵語歌《天才白痴往日情》，並帶有滄桑的韻味。

## 曲目
| 曲序 | 曲名                     | 曲              | 詞     | 編曲                     | 附註                                   | 粵語版本                                  |
| 01   | 為了愛，夢一生           | 許冠傑          | 陳樂融 | Ricky Ho                 | 許冠傑《天才白痴往日情》國語版         | 天才白痴往日情，收錄於專輯 《封鎖我一生》 |
| 02   | 那段血、淚、汗的日子     | Iskandar Ismail | 陳樂融 | Iskandar Ismail          |                                        | 失意的漢子，收錄於專輯 《一生心碎》       |
| 03   | 獨自在暴風雨中           | 陳麗莉          | 蔣東良 | Ricky Ho                 |                                        | 怒海孤鴻，收錄於專輯 《一生心碎》         |
| 04   | 如果你真的在乎我         | 陳秀男          | 丁曉雯 | Ricky Ho                 |                                        | 深宵中一個人，收錄於專輯 《一生心碎》     |
| 05   | 今生錯過了說愛           | 陳志遠          | 張方露 | 陳志遠                   |                                        | 天意，收錄於專輯 《流浪的心》             |
| 06   | 永遠相信愛情             | Iskandar Ismail | 陳樂融 | Iskandar Ismail Ricky Ho |                                        | 今生無悔，收錄於專輯 《今生無悔》         |
| 07   | 不要從我的眼中離開       | 王傑            | 廖瑩如 | Ricky Ho                 | 徐小鳳《雙城記》國語版                 | 想見不敢見，收錄於專輯 《流浪的心》       |
| 08   | 我依然在你熟悉的地方等你 | 陳耀川          | 馮子瑛 | Ricky Ho                 |                                        | 隨你遠走，收錄於專輯 《封鎖我一生》       |
| 09   | 為什麽                   | 王傑            | 王傑   | Ricky Ho                 |                                        | 親愛的，收錄於專輯 《流浪的心》           |
| 10   | 你是我永遠珍惜的朋友     | 陳志遠          | 丁曉雯 | 陳志遠                   | 謹以這首歌獻給所有關心、支持王傑的朋友 |                                           |

## 獎項與提名
| 奖项         | 提名         | 结果 |
| ------------ | ------------ | ---- |
| 最佳演唱專輯 | 為了愛夢一生 | 提名 |

## 唱片版本
- 錄音帶版
- CD版

## 專輯文案
“經常，在夢裡看見那一張似曾相識的臉，
等到醒來，往往發現枕畔已經濕透...”

十九歲那年，他把一段刻骨銘心的感情寫成「安妮」這首歌。並且，狠狠地發誓——絕對不要再愛。

許多年過去，那個當初立下的誓言，卻始終沒有兌現過。愛過幾次，也受過幾次傷，重要的是，他心裡那份對愛的憧憬與癡狂，從來不曾死去。

今天的他，脫離了昔日的困頓的陰影，一次又一次地超越，永遠站在自己的前方。表面上風風光光，事實上更多的卻是不為人知的血、淚、汗。

你能想像飛行30個鐘頭，到一個地圖上找不到名字的地方，一下飛機就立刻開始工作的情況。

或是為了劇情需要一個月內拼命增胖10公斤，再一口氣瘦回原狀的滋味。

還有在沒有安全措施下，從100呎高的摩天樓上一躍而下的勇氣。

以及冒著酷寒的天氣，在北海道深陷大腿的積雪中，一遍一遍跋涉前進的毅力。

他不過是用辛苦努力換得一點成就與肯定，日子過得很充實，卻也很空虛。

尤其是一個人的夜晚，掌聲、喝彩、名利、財富都退隱到黑暗背後，全世界只剩下一顆跳動的心，那種渴盼擁有一份單純不帶任何條件愛的迫切，便一次比一次根深蒂固。

“問世間情為何物， 直教人生死相許？”

當生命都可以拋棄，財富、名望和未來又算得了什麼？愛，就去愛吧！

王傑和你一樣，一直這麼想，一直在等待。

“問世間情為何物，
直教人生死相許？”
當生命都可以拋棄。
財富、名譽、前途又算得了什麼？
愛，就去愛吧！
想讓你知道的
就是這份
排山倒海 驚心動魄的愛。

## 音樂錄影帶
- 為了愛夢一生
- 那段血、淚、汗的日子
- 永遠相信愛情